# П'єтрішу (Олт)
П'єтрішу (рум. Pietrișu) — село у повіті Олт в Румунії. Входить до складу комуни Куртішоара.
Село розташоване на відстані 138 км на захід від Бухареста, 6 км на північ від Слатіни, 46 км на північний схід від Крайови.

## Населення
За даними перепису населення 2002 року у селі проживали 517 осіб, усі — румуни. Усі жителі села рідною мовою назвали румунську.